# Spirito Santo nel cristianesimo

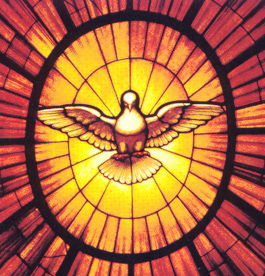
La colomba dello Spirito Santo (vetro colorato, c. 1660

Per la maggior parte delle confessioni cristiane, lo Spirito Santo è ritenuto la terza divina Persona della Santissima Trinità, un Dio Uno e Trino (una sola sostanza o essenza in tre divine persone) che è Dio Padre, Dio Figlio e Dio Spirito Santo, ciascuno dei quali è veramente, realmente e interamente Dio. Le confessioni non trinitarie, che rifiutano la dottrina della Trinità e della divinità di Cristo, differiscono significativamente dal Cristianesimo tradizionale anche rispetto agli articoli di fede inerenti allo Spirito Santo. Nella teologia cristiana, la pneumatologia è lo studio dello Spirito Santo. A causa della relazione storica del Cristianesimo con l'Ebraismo, i teologi spesso identificano lo Spirito Santo con il concetto di Ruach Hakodesh presente nella Bibbia ebraica in base alla tesi secondo la quale Gesù stesso avrebbe sviluppato concetti ebraici. Nomi e idee simili includono il Ruach Elohim (Spirito di Dio), il Ruach YHWH (Spirito di Yahweh) e il Ruach Hakodesh (Spirito Santo). Nel Nuovo Testamento, lo Spirito Santo è identificato con lo Spirito di Cristo, lo Spirito di verità e il Paraclito, il Consolatore che aiuta e sostiene le creature umane.
Il Nuovo Testamento descrive in dettaglio una stretta relazione tra lo Spirito Santo e Gesù durante la sua vita terrena e il suo ministero. I Vangeli di Matteo e Luca e il Credo niceno affermano che Gesù fu "concepito di Spirito Santo, nacque dalla Vergine Maria". Lo Spirito Santo discese su Gesù come una colomba durante il suo Battesimo e, nel discorso di addio dopo l'Ultima Cena, Gesù promise di inviare lo Spirito Santo ai suoi discepoli dopo la sua dipartita.
Lo Spirito Santo è indicato come "il Signore, il datore di vita" (il vivificatore, colui che è Signore della vita) nel Credo niceno, che riassume diversi aspetti chiave della fede di molte confessioni cristiane. La partecipazione dello Spirito Santo alla natura tripartita della conversione è evidente nell'ultima istruzione di Gesù, data dopo la resurrezione ai suoi discepoli, alla fine del Vangelo di Matteo,[14] introdotta dalle parole: "Andate dunque e fate miei discepoli tutti i popoli battezzandoli nel nome del Padre, del Figlio e dello Spirito Santo". Fin dai primi secoli, i cristiani hanno anche invocato Dio con la formula trinitaria "Padre, Figlio e Spirito Santo" nelle preghiere, nelle assoluzioni e nelle benedizioni. Negli Atti degli Apostoli la discesa dello Spirito Santo avviene cinquanta giorni dopo la resurrezione di Cristo ed è celebrato nella cristianità con la festa di Pentecoste.

## Etimologia e uso
La parola greca della koinè pneûma (πνεῦμα, pneuma) ricorre circa 385 volte nel Nuovo Testamento. Alcuni studiosi sostengono che il numero di occorrenze sia da tre a nove unità superiore. La parola pneuma compare 105 volte nei quattro Vangeli canonici, 69 volte negli Atti degli Apostoli, 161 volte nelle epistole paoline e 50 volte in altri libri biblici. Questi usi variano: in 133 casi si riferisce a "spirito" e in 153 casi a ciò che è "spirituale". Circa 93 volte il riferimento è allo Spirito Santo, a volte con il nome di pneuma e a volte esplicitamente come pneûma tò Hagion (Πνεῦμα τὸ Ἅγιον). In alcuni casi è anche semplicemente usato genericamente per indicare il vento o la vita. Generalmente è stato tradotto nella Vulgata latina come Spiritus e Spiritus Sanctus.
I termini inglesi Holy Ghost e Holy Spirit sono sinonimi completi: uno deriva dall'inglese antico gast e l'altro dal termine latino spiritus. Come pneuma, entrambi si riferiscono al respiro, alla sua forza animatrice e all'anima. Il termine inglese antico è condiviso da tutte le altre lingue germaniche (si confronti, ad esempio, il tedesco Geist) ed è più antico; la Bibbia di re Giacomo usa tipicamente l'espressione "Spirito Santo". A partire dal XX secolo, le traduzioni preferiscono in larga misura "Spirito Santo", in parte perché il termine generale inglese ghost si è sempre più riferito solo allo spirito di una persona morta.

## Nomi

### Antico Testamento
- Fonti:
- וְר֣וּחַ קָדְשׁ֑וֹ (rûaḥ qodšô) – il suo santo Spirito (Isaia 63,10[19], trad. Nuova Diodati);[20]
- וְר֣וּחַ קָ֝דְשְׁךָ֗ (rûaḥ qodšəkā) – il tuo santo Spirito (Salmi 51,11[21], Nuova Diodati);[22]
- וְר֣וּחַ אֱלֹהִ֔ים (rûaḥ ĕlōhîm) – lo Spirito di Dio (Genesi 1,2[23], Nuova Diodati);[24]
- נִשְׁמַת־ר֨וּחַ חַיִּ֜ים (nišmat-rûaḥ ḥayyîm) – "tutti coloro ... c'era il soffio dello spirito di vita" (Genesi 7,22[25]);[26]
- ר֣וּחַ יְהוָ֑ה (rûaḥ YHWH) - lo spirito del Signore (Isaia 11,2[27]);[28]
- ר֧וּחַ חָכְמָ֣ה וּבִינָ֗ה (rûaḥ ḥokmâ ûbînâ) – spirito di sapienza e di intelligenza (Isaia 11,2[29], Nuova Diodati);[28]
- ר֤וּחַ עֵצָה֙ וּגְבוּרָ֔ה (rûaḥ ʿēṣâ ûgəbûra) – spirito di consiglio e di potenza (Isaia 11,2[30]);[28]
- ר֥וּחַ דַּ֖עַת וְיִרְאַ֥ת יְהוָֽה (rûaḥ daʿat wəyīrəʾat YHWH) – spirito di conoscenza e di timore (Isaia 11,2[31]).[28]

### Nuovo Testamento
- πνεύματος ἁγίου (Pneumatos Hagiou) – Spirito Santo (Matteo 1,18[32], Nuova Diodati)[33]
- πνεύματι θεοῦ (Pneumati Theou) – Spirito Di Dio (Matteo 12,28[34], Nuova Diodati)[35]
- ὁ παράκλητος (Ho Paraclētos) – Il Consolatore Giovanni 14,26[36] (Giovanni 16,7[37])[38]
- πνεῦμα τῆς ἀληθείας (Pneuma tēs Alētheias) – Spirito di verità (Giovanni 16,13[39], trad. La Parola è Vita)[40]
- Πνεῦμα Χριστοῦ (Pneuma Christou) – Spirito di Cristo (1 Pt 1,11[41], Nuova Diodati)[42]

A seconda del contesto:
- πνεῦμα (Pneuma) – Spirito (Giovanni 3,8[43]);[44]
- Πνεύματος (Pneumatos) – Spirito (Giovanni 3,8[45]).

## Rappresentazione biblica

### Antico Testamento
Ciò che la Bibbia ebraica chiama "Spirito di Dio" e "Spirito di Elohim" è chiamato nel Talmud e nel Midrash "Spirito Santo" (ruacḥ ha-kodesh). Sebbene l'espressione "Spirito Santo" ricorra in Salmi 51,11 e in Isaia 63,10-11, essa non aveva ancora acquisito lo stesso significato che le è stato attribuito nella letteratura rabbinica: in quest'ultima è equivalente all'espressione "Spirito del Signore". In Genesi  1,2 lo Spirito di Dio aleggiava sulle acque inanimate, rendendo così possibile la creazione. Sebbene la ruach ha-kodesh possa essere nominata al posto di Dio, essa era concepita come qualcosa di distinto; e, come tutto ciò che di terreno proviene dal cielo, la ruach ha-kodesh è composta da luce e fuoco. Il segno più caratteristico della Sua presenza della è il dono della profezia. L'uso della parola ruach (in ebraico: "soffio" o "vento") nell'espressione ruach ha-kodesh sembra suggerire che le autorità giudaiche ritenevano che lo Spirito Santo fosse una sorta di mezzo di comunicazione come il vento. Secondo l'Ebraismo, lo Spirito parla a volte con voce maschile e a volte con voce femminile; la parola ruacḥ è sia maschile che femminile. Tuttavia, il genere del nome potrebbe essere una mera questione linguistica.

### Nuovo Testamento
Il termine Spirito Santo compare almeno 90 volte nel Nuovo Testamento. La sacralità dello Spirito Santo per i cristiani è affermata in tutti e tre i Vangeli sinottici (Matteo 12,30-32; Marco 3,28-30; Luca 12,8-10) che proclamano che la bestemmia contro lo Spirito Santo è un peccato mortale non perdonabile. La partecipazione dello Spirito Santo alla Trinità è suggerita nell'ultima istruzione di Gesù, data dopo la risurrezione ai suoi discepoli, alla fine del Vangelo di Matteo (28:19): "Andate dunque e fate discepoli tutti i popoli, battezzandoli nel nome del Padre e del Figlio e dello Spirito Santo".

#### Vangeli sinottici

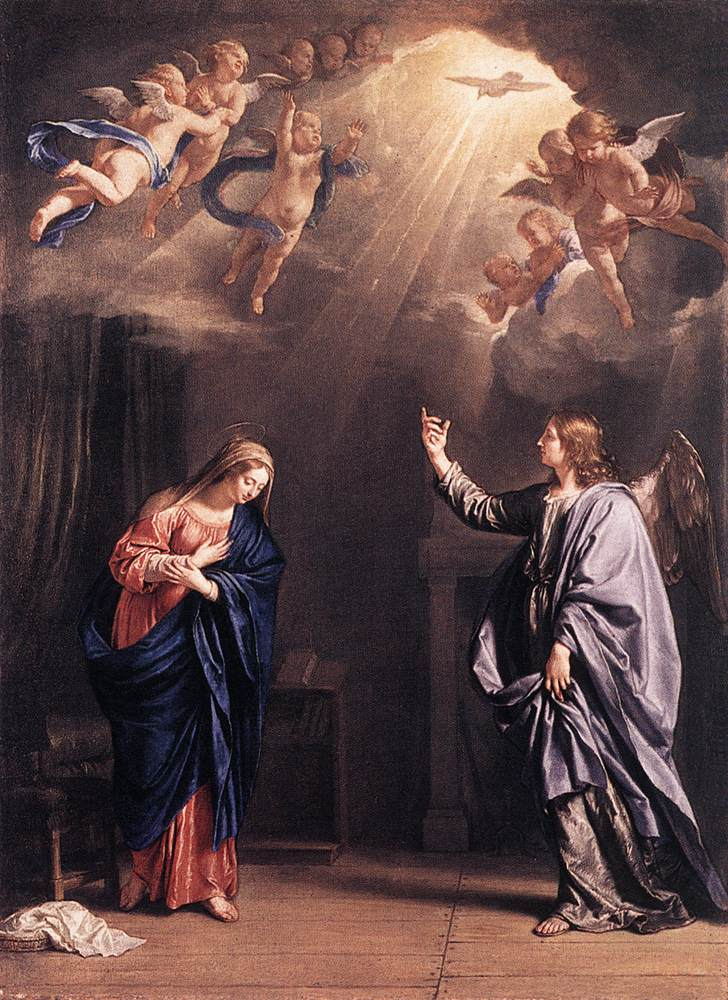
Lo Spirito Santo in forma di colomba (The Annunciation, Philippe de Champaigne, 1644)

Lo Spirito Santo è menzionato da tutti e tre gli autori dei Vangeli sinottici. La maggior parte dei riferimenti sono del Vangelo di Luca; questa enfasi è continuata dallo stesso autore nel Libro degli Atti.
Lo Spirito Santo non appare semplicemente per la prima volta in occasione della Pentecoste, 50 giorni dopo la risurrezione di Gesù, ma è presente in Luca (nei capitoli 1 e 2) prima della nascita di Gesù. In Luca 1:15, si dice che Giovanni Battista fu "ripieno di Spirito Santo" prima della sua nascita,[40] e lo Spirito Santo scese sulla Vergine Maria (Luca 1:35). Luca 3:16, Giovanni Battista affermò che Gesù non battezzò con acqua ma con lo Spirito Santo; e lo Spirito Santo discese su Gesù durante il suo battesimo nel fiume Giordano. In Luca 11:13, Gesù assicurò che Dio Padre avrebbe "dato lo Spirito Santo a coloro che glielo chiedono".
Marco 13:11 si riferisce specificamente al potere dello Spirito Santo di operare e parlare attraverso i discepoli di Gesù nel momento del bisogno. Matteo 10:20 si riferisce allo stesso atto di parlare attraverso i discepoli, ma usa l'espressione "Spirito del Padre vostro".

#### Atti degli Apostoli
Gli Atti degli Apostoli sono stati talvolta chiamati "Libro dello Spirito Santo" o anche "Atti dello Spirito Santo". Delle circa settanta occorrenze della parola Pneuma negli Atti, cinquantacinque si riferiscono allo Spirito Santo.
Fin dall'inizio, in Atti 1:2, al lettore viene ricordato che il ministero di Gesù, mentre era sulla terra, è stato svolto attraverso la potenza dello Spirito Santo e che gli atti degli apostoli sono la continuazione degli atti di Gesù e sono anch'essi facilitati dallo Spirito Santo. Gli Atti presentano lo Spirito Santo come "principio di vita" della Chiesa primitiva e forniscono cinque distinti e drammatici casi della sua effusione sui credenti in Atti 2,1-4; Atti 4,28-31; Atti 8:15-17; Atti 10:44 e Atti 19:6.
I riferimenti allo Spirito Santo compaiono nell'intero Libro degli Atti, ad esempio in Atti 1,5 e Atti 1,8, dove si afferma all'inizio: "Giovanni battezzò con acqua, ma voi sarete battezzati con lo Spirito Santo, fra non molti giorni", riferendosi all'adempimento della profezia di Giovanni Battista in Luca 3:16, quando afferma "egli vi battezzerà in Spirito Santo".

#### Letteratura giovannea
Negli scritti giovannei vengono utilizzati tre termini distinti: Spirito Santo, Spirito di verità e Paraclito. L'espressione "Spirito di verità" viene utilizzata in Giovanni 14:17, Giovanni 15:26 e Giovanni 16:13. La Prima Lettera di Giovanni lo contrappone allo "spirito dell'errore" in 1 Gv 4:6. 1 Gv 4:1-6 afferma che "ogni spirito che confessa Gesù Cristo venuto in carne, è da Dio", mentre quelli che non lo riconoscono pubblicamente sono spiriti malvagi.
In Giovanni 14,26 Gesù introduce il Consolatore la cui identità è stata oggetto di dibattito fra i teologi, che hanno proposto numerose teorie sull'argomento.

#### Epistole paoline

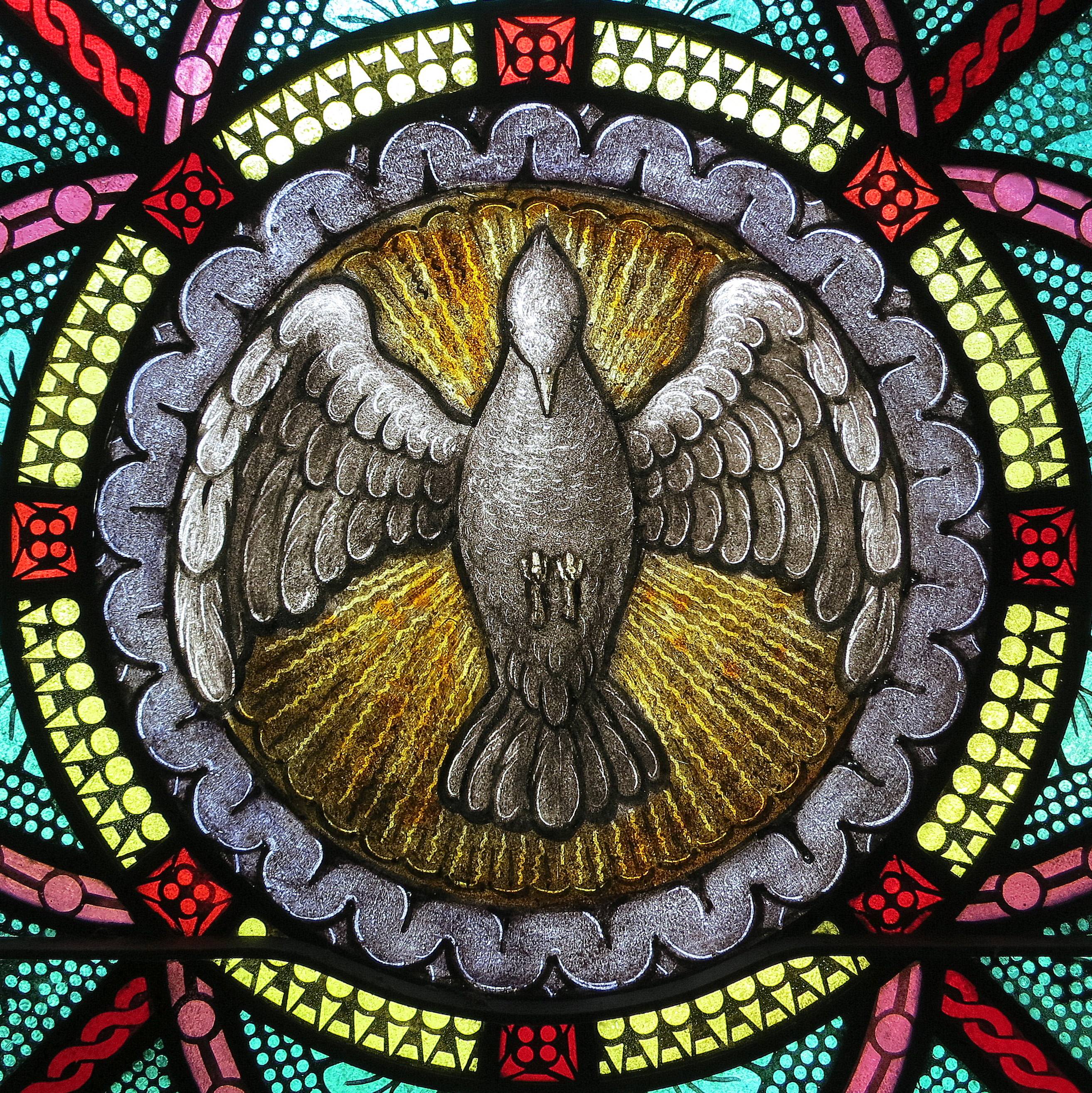
La colomba dello Spirito Santo, All Saints Catholic Church, St. Peters (Missouri).

Lo Spirito Santo svolge un ruolo chiave nelle epistole paoline; e la pneumatologia dell'apostolo Paolo è strettamente connessa alla sua teologia e cristologia, al punto da essere quasi inseparabile da esse.
La Prima Lettera ai Tessalonicesi, probabilmente la prima di Paolo, introduce una caratterizzazione dello Spirito Santo in 1 Tessalonicesi  1:6 e 1 Tessalonicesi 4:8 che si ritrova in tutte le sue epistole.[66] In 1 Tessalonicesi 1:6 Paolo fa riferimento all'imitazione di Cristo (e di se stesso) e afferma: "E voi siete divenuti nostri imitatori e del Signore, avendo ricevuta la parola in mezzo a tanta afflizione con la gioia dello Spirito Santo", la cui fonte è identificata in 1 Tessalonicesi 4:8 come "Dio, che vi dà il suo Spirito Santo".
Questi due temi del ricevere lo Spirito "come Cristo" e del fatto che Dio è la fonte dello Spirito persistono nelle lettere paoline come caratterizzazione del rapporto dei cristiani con Dio. Per Paolo l'imitazione di Cristo implica la disponibilità ad essere plasmati dallo Spirito Santo, come in Romani 8:4 e Romani 8:11: "E se lo Spirito di colui che ha risuscitato Gesù dai morti abita in voi, colui che risuscitò Cristo dai morti vivificherà anche i vostri corpi mortali mediante il suo Spirito che abita in voi".
Anche la Prima Lettera ai Tessalonicesi fa riferimento alla potenza dello Spirito Santo in 1 Tessalonicesi 1:5, un tema che si ritrova anche in altre lettere paoline.

#### Gesù e lo Spirito Santo

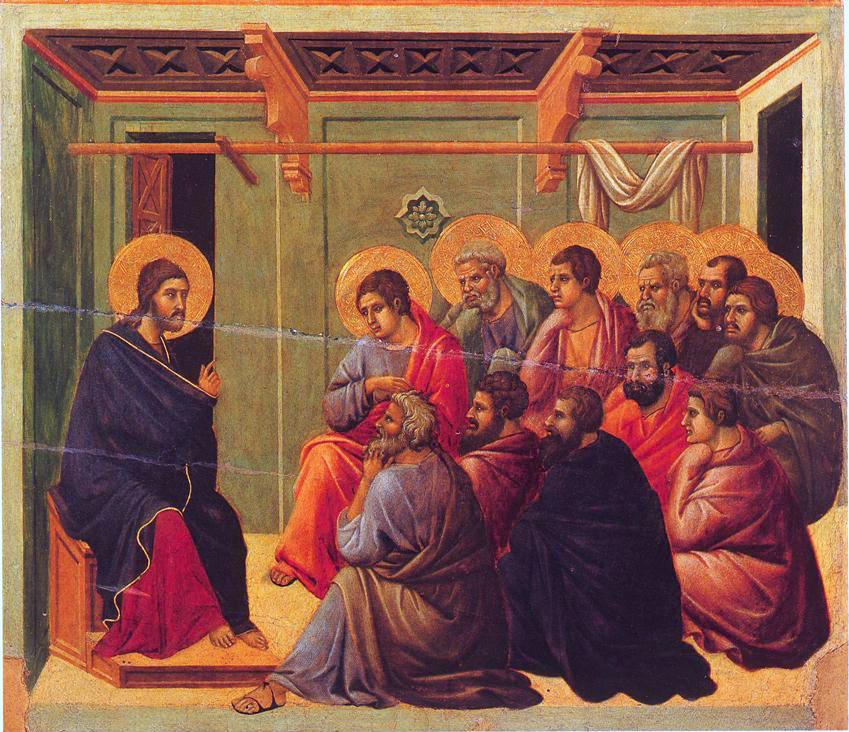
Nel discorso di commiato Gesù promise di inviare lo Spirito Santo ai suoi discepoli dopo la Sua dipartita; di pinto della Maestà di Duccio di Buoninsegna, 1308–1311.

Il Nuovo Testamento descrive in dettaglio una stretta relazione tra lo Spirito Santo e Gesù durante la sua vita terrena e il suo ministero. Il Credo degli Apostoli fa eco alle affermazioni dei Vangeli di Luca e Matteo, affermando che Gesù fu concepito dallo Spirito Santo e nacque dalla Vergine Maria.
I riferimenti specifici del Nuovo Testamento all'interazione tra Gesù e lo Spirito Santo durante la sua vita terrena e al potere abilitante dello Spirito Santo durante il suo ministero includono:
- "Spirito senza misura" che era stato dato a Gesù in Giovanni 3,34[90], riferendosi alla parola pronunciata da Gesù (Rhema) che è parola di Dio;
- Battesimo di Gesù, con lo Spirito Santo che discende su di lui come una colomba in Matteo 3:13-17[91], Marco 1:9-11[92] e Luca 3:21-23[93];
- tentazioni di Gesù: in Matteo 4:1[94] lo Spirito Santo condusse Gesù nel deserto per essere tentato;
- lo Spirito scaccia i demoni nell'episodio dell'esorcismo dell'uomo cieco e muto;
- esulta lo Spirito in Luca 10:21[95], dove settanta discepoli vengono mandati da Gesù;
- Atti 1:2[96] afferma che fino alla sua morte e risurrezione, Gesù aveva dato istruzioni per mezzo dello Spirito Santo agli apostoli;
- riferendosi al sacrificio di Gesù per essere crocifisso per obbedienza al Padre, Ebrei 9:14 afferma che Gesù "mediante lo Spirito eterno offerse se stesso puro di ogni colpa a Dio" (Nuova Diodati).

Nel discorso di commiato ai suoi discepoli, Gesù promise che avrebbe "mandato loro lo Spirito Santo" dopo la Sua dipartita, affermando in Giovanni 15:26, afferma che "Ma quando verrà il Consolatore che vi manderò dal Padre, lo Spirito di verità che procede dal Padre mio, egli testimonierà di me" (Nuova Diodati).

## Dottrine principali
La teologia degli spiriti è chiamata pneumatologia. Lo Spirito Santo è indicato come Signore e Datore di Vita nel credo niceno. Egli è lo Spirito Creatore, presente prima della creazione dell'universo. Attraverso il Suo potere tutto è stato fatto in Gesù Cristo, da Dio Padre. Inni cristiani come il Veni Creator Spiritus ("Vieni, Spirito Creatore") riflettono questa convinzione.
Nel cristianesimo primitivo, il concetto di salvezza era strettamente legato all'invocazione del "Padre, del Figlio e dello Spirito Santo", e fin dal primo secolo i cristiani hanno invocato Dio con il nome di "Padre, Figlio e Spirito Santo" nella preghiera, nel Battesimo, nella Comunione, nell'esorcismo, nel canto degli inni, nella predicazione, nella confessione, nell'assoluzione e nella benedizione. Ciò si riflette nel detto: "Primaché esistesse una "dottrina" della Trinità, la preghiera cristiana invocava la Santa Trinità".
Per la maggior parte delle confessioni cristiane, lo Spirito Santo è la terza Persona della Santissima Trinità - Padre, Figlio e Spirito Santo - ed è Dio onnipotente. Come tale è personale e anche pienamente Dio, co-uguale e co-eterno con Dio Padre e il Figlio di Dio. È diverso dal Padre e dal Figlio in quanto procede dal Padre (e, secondo i cattolici romani, i vetero-cattolici, i luterani, gli anglicani e altri protestanti, dal Padre e dal Figlio), come descritto nel Credo niceno. Il Dio Uno e Trino si manifesta quindi come tre Persone (ipostasi in greco), in un unico Essere divino (greco: Ousia), chiamata l'essenza divina di Dio.
Nel Nuovo Testamento, per opera dello Spirito Santo, Gesù fu concepito nel grembo della Vergine Maria, mantenendo la sua verginità (Luca 1,35). Lo Spirito Santo discese su Gesù in modo corporeo, come una colomba, al momento del suo Battesimo.
Allo Spirito Santo si attribuisce il merito di ispirare i credenti e di permettere loro di interpretare tutte le Sacre Scritture e di guidare i profeti sia nell'Antico che nel Nuovo Testamento. I cristiani ricevono i frutti dello Spirito Santo per mezzo della Sua misericordia e grazia.

### Dio Spirito Santo

Un dipinto della Trinità consistente in Dio Padre, Dio Figlio (Gesù Cristo) e Dio spirito Santo.

La dottrina cristiana della Trinità include il concetto di Dio Spirito Santo, insieme a Dio Figlio e a Dio Padre. In 1 Corinzi 6:19, Dio Spirito continua ad abitare nei fedeli.

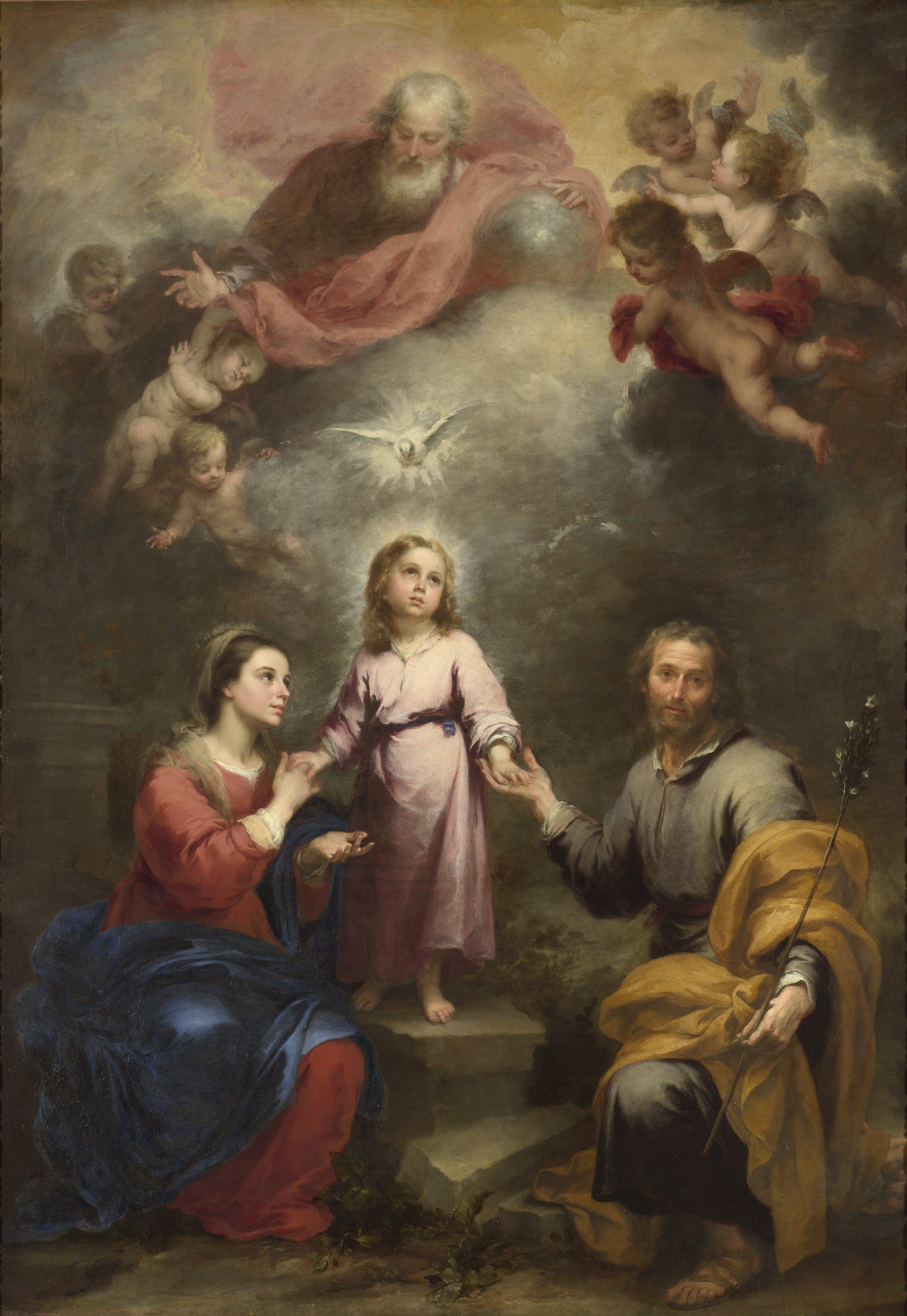
Lo Spirito Santo come colomba nella Trinità celeste, unito alla Sacra Famiglia attraverso l'Incarnazione del Figlio, in Le Trinità celesti e terrestri, dipinto di Bartolomé Esteban Perez Murillo, c. 1677

In modo simile, il trattato latino De Trinitate (Sulla Trinità) di Agostino d'Ippona afferma: 
(De Trinitate, Libro V, cap. VIII)
Nella teologia cristiana si ritiene che lo Spirito Santo svolga specifiche funzioni divine nella vita del cristiano o della Chiesa. L'azione dello Spirito Santo è vista come parte essenziale dell'avvicinamento della persona alla fede cristiana. Il nuovo credente rinasce dallo Spirito. Lo Spirito Santo rende possibile la vita cristiana abitando nei singoli credenti e permettendo loro di vivere una vita retta e fedele. Lo Spirito Santo opera anche come Consolatore o Paraclito, Colui che intercede, o sostiene o opera come avvocato, in particolare nei momenti di prova. E si manifesta per convincere la persona non redenta sia della peccaminosità delle sue azioni sia della sua posizione morale di peccatore davanti a Dio. Un'altra facoltà dello Spirito Santo è l'ispirazione e l'interpretazione delle Scritture. Lo Spirito Santo ispira la redazione delle Scritture e le interpreta per il cristiano e la Chiesa.

### Processione dello Spirito Santo
In Giovanni 15:26, Gesù dice dello Spirito Santo: "Ma quando verrà il Consolatore che vi manderò dal Padre, lo Spirito di verità che procede dal Padre mio, egli testimonierà di me" (Nuova Diodati). Nel 325, il Primo Concilio di Nicea, primo concilio ecumenico, concluse il suo Credo con le parole "e nello Spirito Santo". Nel 381, il Primo Concilio di Costantinopoli ampliò il Credo e affermò che lo Spirito Santo "procede dal Padre" (ἐκ τοῦ Πατρὸς ἐκπορευόμενον). Questa frase si basava su Giovanni 15:26 (ὃ παρὰ τοῦ πατρὸς ἐκπορεύεται). Nel 451, il Concilio di Calcedonia, quarto concilio ecumenico, affermò il Credo niceno-costantinopolitano. Nello stesso periodo, la questione della processione dello Spirito Santo fu affrontata da vari teologi cristiani, che espressero punti di vista diversi e utilizzarono terminologie differenti, dando così inizio al dibattito che si concentrò sulla clausola del Filioque.
Nel 589, il Terzo Concilio di Toledo, nel suo terzo canone, accettò ufficialmente la dottrina della processione dello Spirito Santo dal Padre e dal Figlio (a Patre et Filio procedere). Nei secoli successivi si formarono gradualmente due scuole di pensiero distinte, quella orientale e quella occidentale. I teologi orientali insegnavano che lo Spirito Santo procede solo dal Padre (nozione definita monoprocessionismo),[107] mentre i teologi occidentali insegnavano che lo Spirito Santo procede dal Padre e dal Figlio (nozione definita filioquismo). Nella Mistagogia dello Spirito Santo, Fozio I di Costantinopoli espose la posizione orientale. I dibattiti e le controversie tra le due parti divennero un punto di divergenza significativo all'interno della pneumatologia cristiana, compreso il loro ruolo storico nel porre le basi per il Grande Scisma del 1054.

### Frutti dello Spirito Santo

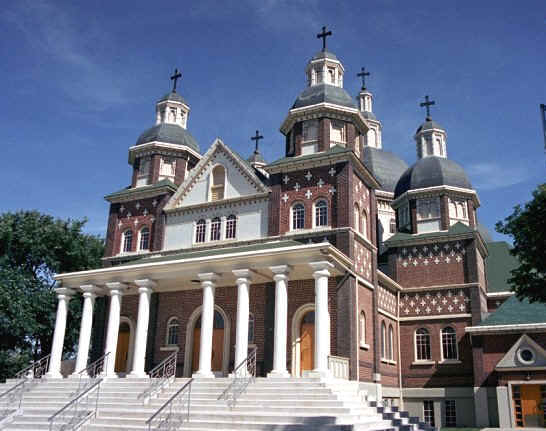
St. Josaphat Cathedral a Edmonton, in Canada: è a forma di croce con sette cupole di rame che rappresentano i sette doni dello Spirito Santo.

Il frutto dello Spirito Santo consistono in "disposizioni permanenti" (in questo aspetto è simile al carattere permanente dei sacramenti), caratteristiche virtuose generate nel cristiano dall'azione dello Spirito Santo. Galati 5:22-23 nomina nove aspetti e stati: more, gioia, pace, pazienza, benevolenza, bontà, mitezza, fedeltà, dominio di sé.
Nella Lettera ai Galati queste nove caratteristiche sono in contrasto con le “opere della carne” e mettono in evidenza le manifestazioni positive dell'opera dello Spirito Santo nei credenti.
I doni dello Spirito Santo (chiamati anche carismi) sono distinti dai frutti dello Spirito e consistono in abilità specifiche concesse al singolo cristiano. 
Mentre i doni sono singolarmente concessi ad una parte dei credenti dallo Spirito Santo quando e come vuole per il bene della Chiesa, u frutto possono coesistere tutti insieme nella totalità dei fedeli e derivano dalla cooperazione del libero arbitrio personale con la grazia divina.
Non esiste un elenco esaustivo dei doni generalmente condiviso e le varie denominazioni cristiane utilizzano elenchi diversi, spesso basati su 1 Corinzi, Romani 12 ed Efesini 4. Le denominazioni pentecostali e il Movimento carismatico credono che l'assenza dei doni soprannaturali è dovuta all'abbandono dello Spirito Santo e della sua opera da parte delle principali denominazioni. Molte denominazioni cristiane ritengono che il Battesimo con lo Spirito Santo sia identico alla conversione e che tutti i cristiani siano per definizione battezzati nello Spirito Santo.
I sette doni dello Spirito Santo sono riversati su un credente al momento del Battesimo e sono tradizionalmente derivati da Isaia 11,1-2, anche se il Nuovo Testamento non vi fa riferimento. Questi 7 doni sono:sapienza, intelligenza, consiglio, fortezza, conoscenza, timor di Dio e pietà. Questo è il punto di vista della Chiesa cattolica e di molti altri gruppi cristiani mainstream.

## Simbolismo e arte

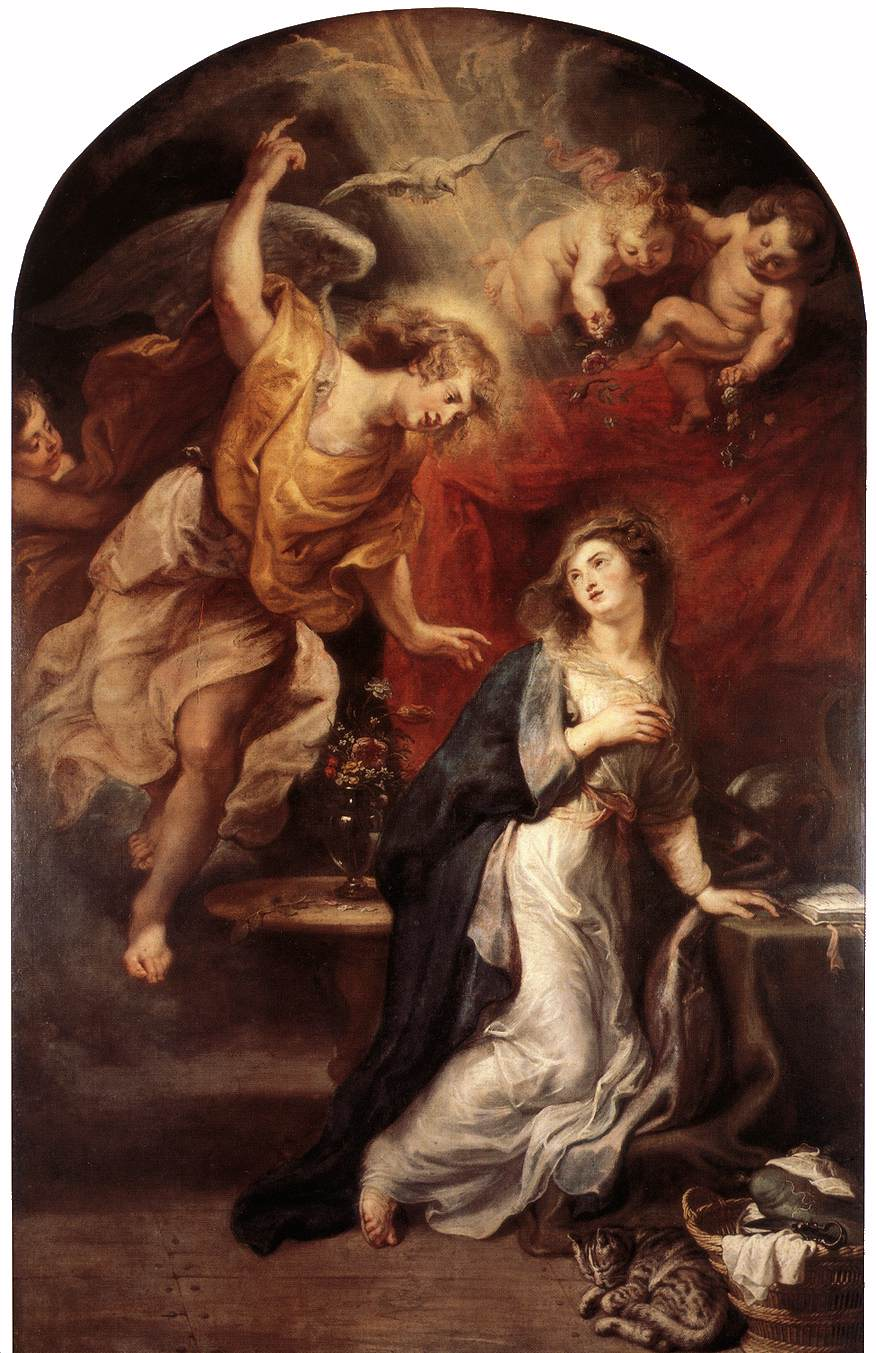
Lo Spirito Santo sotto forma di colomba (Annunciazione di Rubens, 1628).

Lo Spirito Santo è spesso indicato con metafore e simboli, sia a livello dottrinale che biblico. Dal punto di vista teologico, questi simboli sono una chiave per comprendere lo Spirito Santo e le Sue opere, e non sono semplici rappresentazioni artistiche
- acqua: indica l'opera dello Spirito Santo nel Battesimo (1 Corinzi 12,13[126]). Così lo Spirito è anche personalmente l'acqua viva che sgorga da Cristo crocifisso (Giovanni 19,34[127] e 1 Gv 5,8[128]) come sua fonte e che sgorga nei cristiani per la vita eterna.[125][129] Il Catechismo della Chiesa Cattolica, al n. 1137, considera il riferimento all'acqua della vita nel Libro dell'Apocalisse (Apocalisse 22,6 e 22,1) "uno dei simboli più belli dello Spirito Santo";
- unzione: il simbolismo della benedizione con l'olio indica anche lo Spirito Santo, al punto da diventarne un sinonimo. In alcune denominazioni l'unzione è praticata nella Cresima ("crismazione" nelle Chiese orientali). La sua piena forza può essere colta solo in relazione all'unzione primaria compiuta dallo Spirito Santo, quella di Gesù.[125][129] Il titolo "Cristo" (in ebraico: Messia) significa colui che è "unto" dallo Spirito di Dio.[125][129];
- fuoco: simboleggia l'energia trasformatrice dell'opera dello Spirito Santo. Sotto forma di lingue "come di fuoco", lo Spirito Santo si posò sui discepoli la mattina di Pentecoste;
- Nuvola e luce - Lo Spirito viene sulla Vergine Maria e la adombra, affinché possa concepire e dare alla luce Gesù. Sul monte della Trasfigurazione, lo Spirito nella nube incontro a Gesù, Mosè ed Elia, Pietro, Giacomo e Giovanni, avvolgendoli nella sua ombra, e dalla nube uscì una voce che diceva: "Questi è il Figlio mio, l'eletto; ascoltatelo!";
- la colomba: quando Cristo sale dall'acqua del battesimo, lo Spirito Santo, sotto forma di colomba, scende su di lui e rimane con lui (Matteo 3,16[130]);[125][129];
- vento: lo Spirito è paragonato al "vento che soffia dove vuole" (Giovanni 3,8[131]) e al "vento impetuoso che soffia" (Atti 2,2-4[132] e Atti 2,24[133]).[125]

### Arte
Lo Spirito Santo è stato rappresentato nell'arte cristiana sia nella Chiesa d'Oriente che in quella d'Occidente con una grande varietà di raffigurazioni. Le raffigurazioni variano da figure quasi identiche che rappresentano le tre persone della Santissima Trinità, a una colomba, a una fiamma.
Lo Spirito Santo è spesso raffigurato come una colomba, in base alla narrazione dello Spirito Santo che discende su Gesù come una colomba quando viene battezzato nel fiume Giordano.[149] In molti dipinti dell'Annunciazione, lo Spirito Santo è raffigurato sotto forma di colomba, che discende verso Maria su fasci di luce, mentre l'arcangelo Gabriele annuncia la venuta di Gesù Cristo a Maria. Una colomba può anche essere vista all'orecchio di Gregorio Magno - come riportato dal suo segretario - o di vari Padri della Chiesa, mentre detta loro le loro opere. La colomba è anche un parallelismo quella che portò il ramo d'ulivo a Noè dopo il diluvio, come simbolo di pace.
Gli Atti descrivono la discesa dello Spirito Santo sui Dodici a Pentecoste sotto forma di vento e di lingue di fuoco che si posarono sulle teste degli apostoli. Quindi, lo Spirito Santo è talvolta simboleggiato da una fiamma di fuoco.
Nei Musei Vaticani di Roma si trova un sarcofago in pietra scolpita che raffigura la Santissima Trinità come tre uomini barbuti durante la creazione di Eva.
La maggior parte dell'arte paleocristiana raffigura lo Spirito Santo in forma antropomorfa come un essere umano con altre due iconografie umane identiche, che raffigurano Dio Padre e Dio Figlio. I tre soggetti stanno in posizione seduta o eretta, rendendo l'idea dell'unità di Dio.
Lo Spirito Santo è rappresentato mediante vari mezzi artistici, come le vetrate e la calligrafia.

### Arti visive

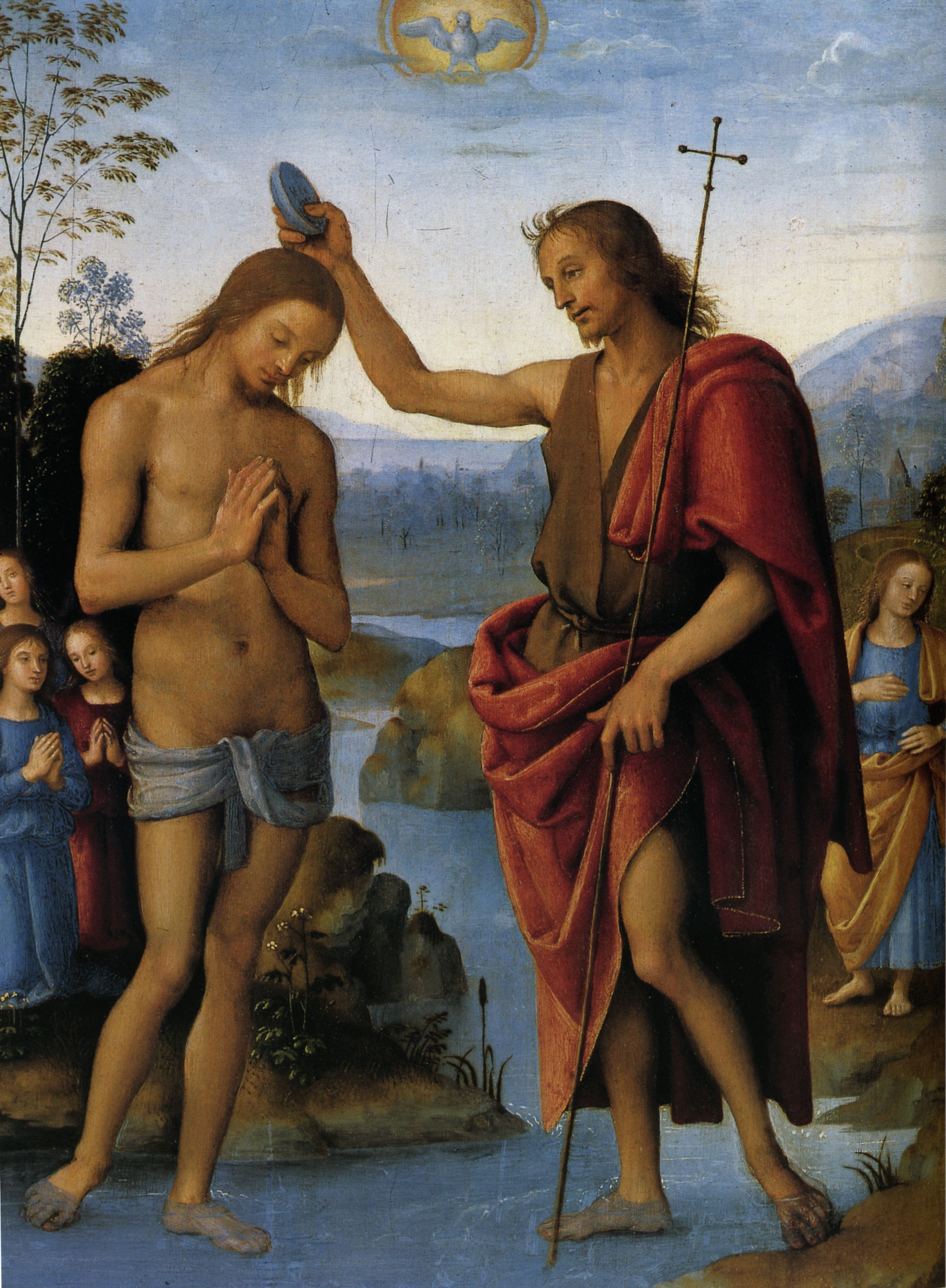
Rappresentazione della colomba durante il Battesimo di Gesù (Pietro Perugino, circa 1498)
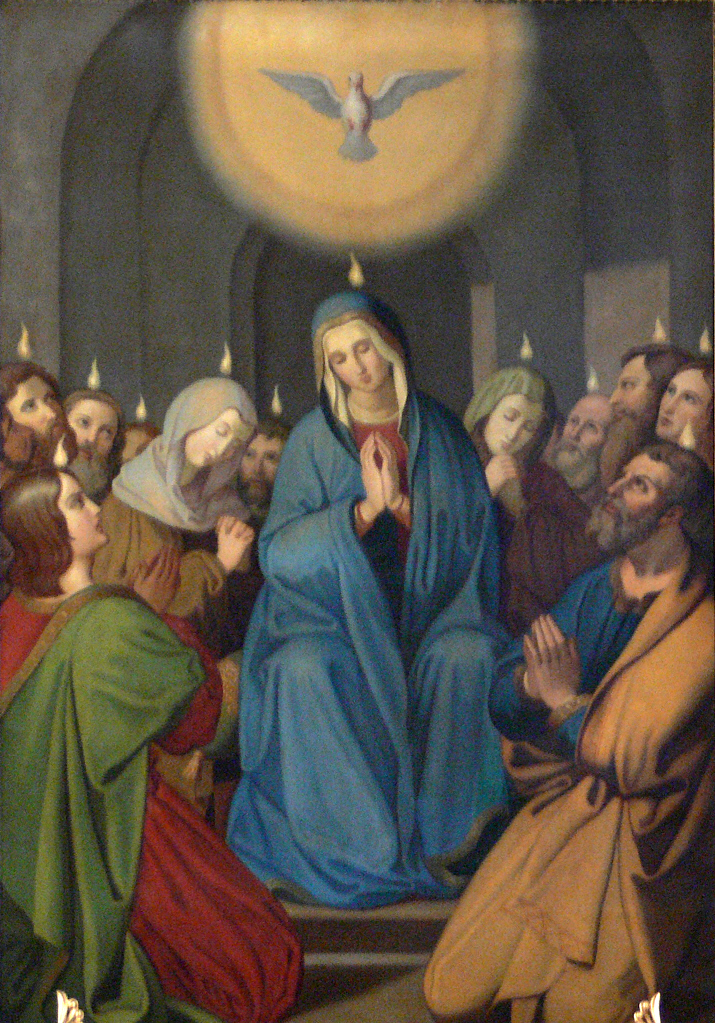
Rappresentazione della colomba e delle fiamme (Ravensburg, 1867)
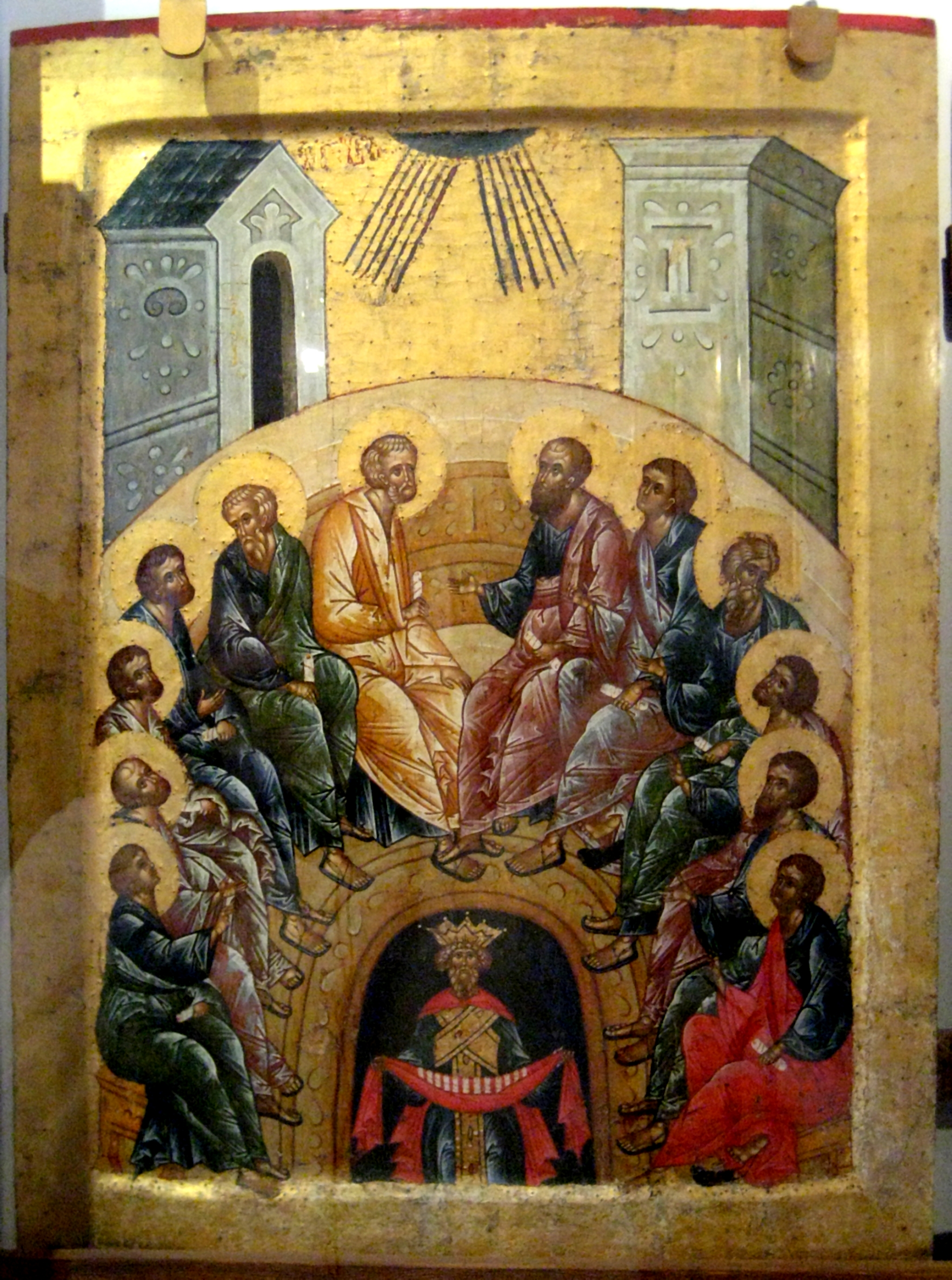
Raggio di luce rappresentato in un'icona russa della Pentecoste (XV secolo)
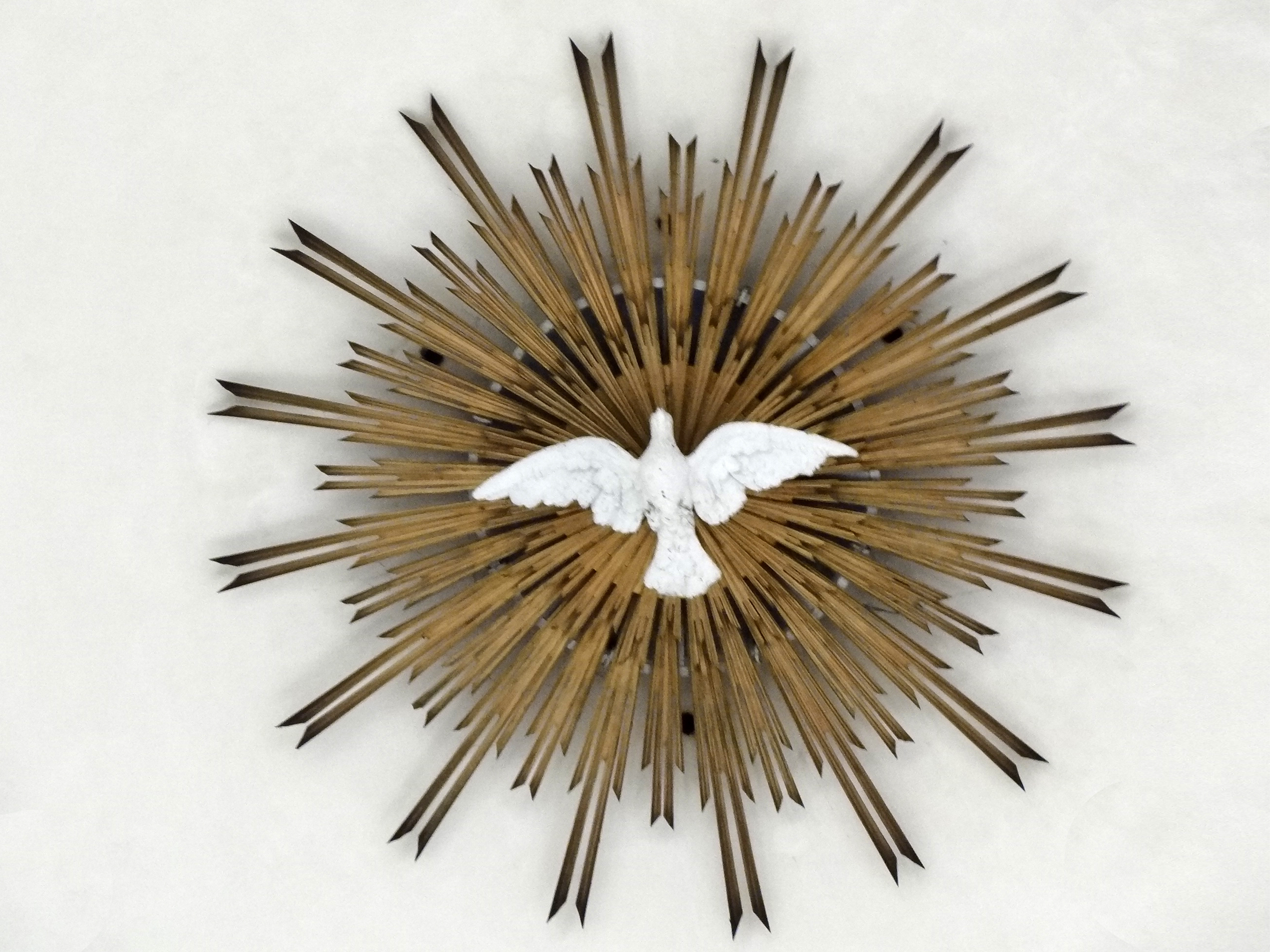
Chiave di volta contenente la colomba (Chiesa di San Michele Arcangelo, Kaunas)
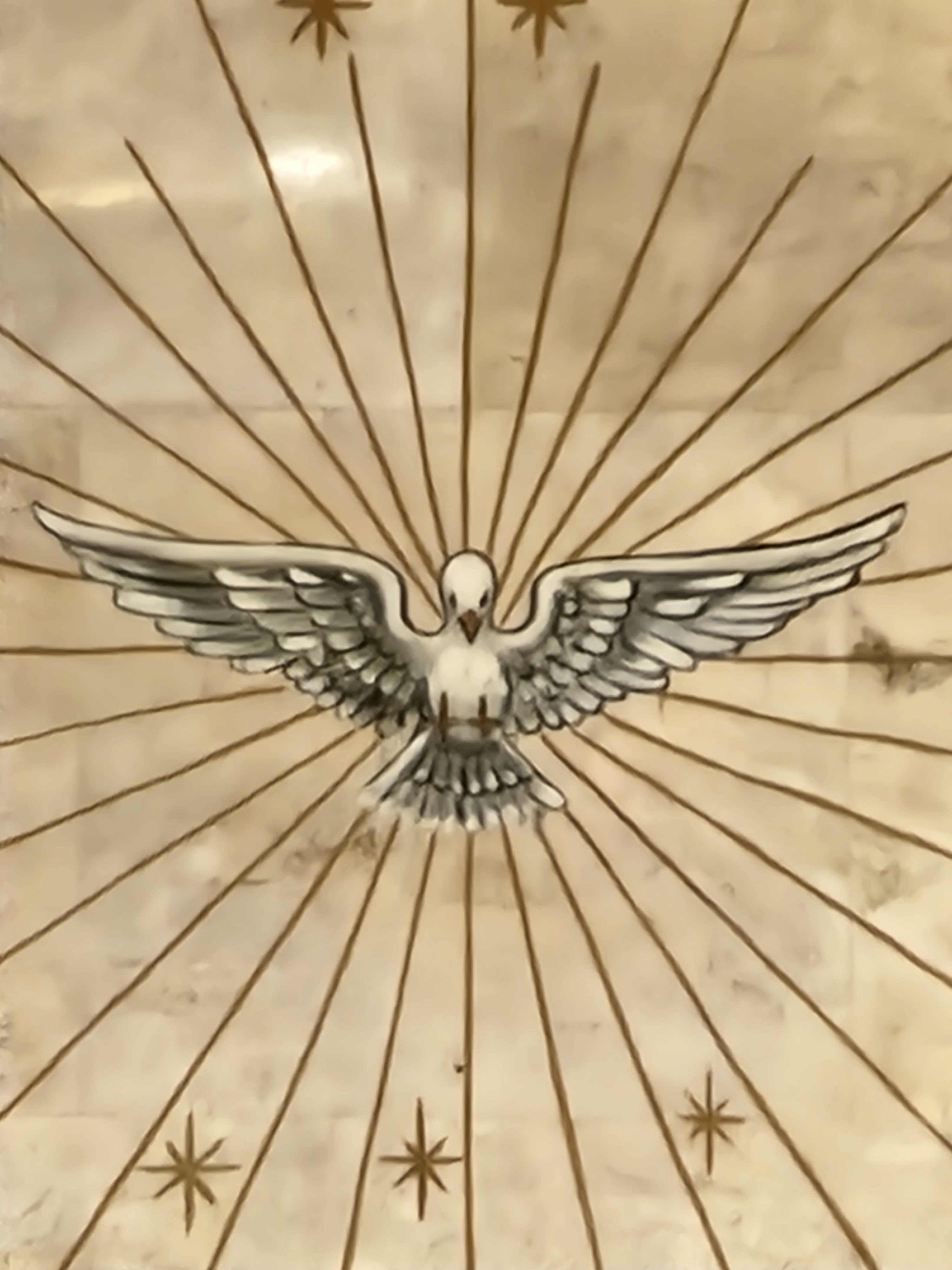
Colomba nel ciborio (dietro all'altare maggiore) nella Cattedrale di Manila

### Cattedrali

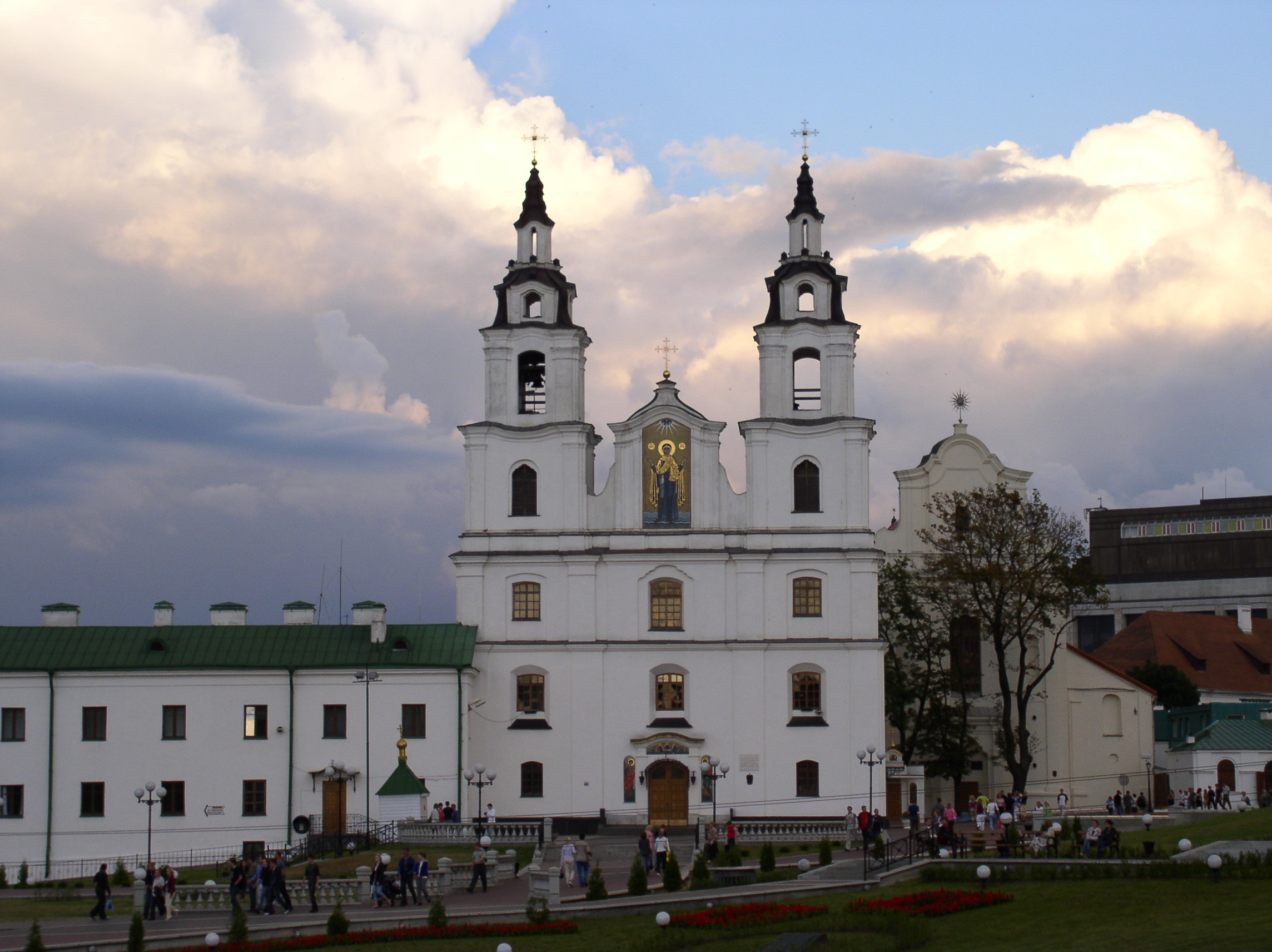
Cattedrale dello Spirito Santo a Minsk, Belarus
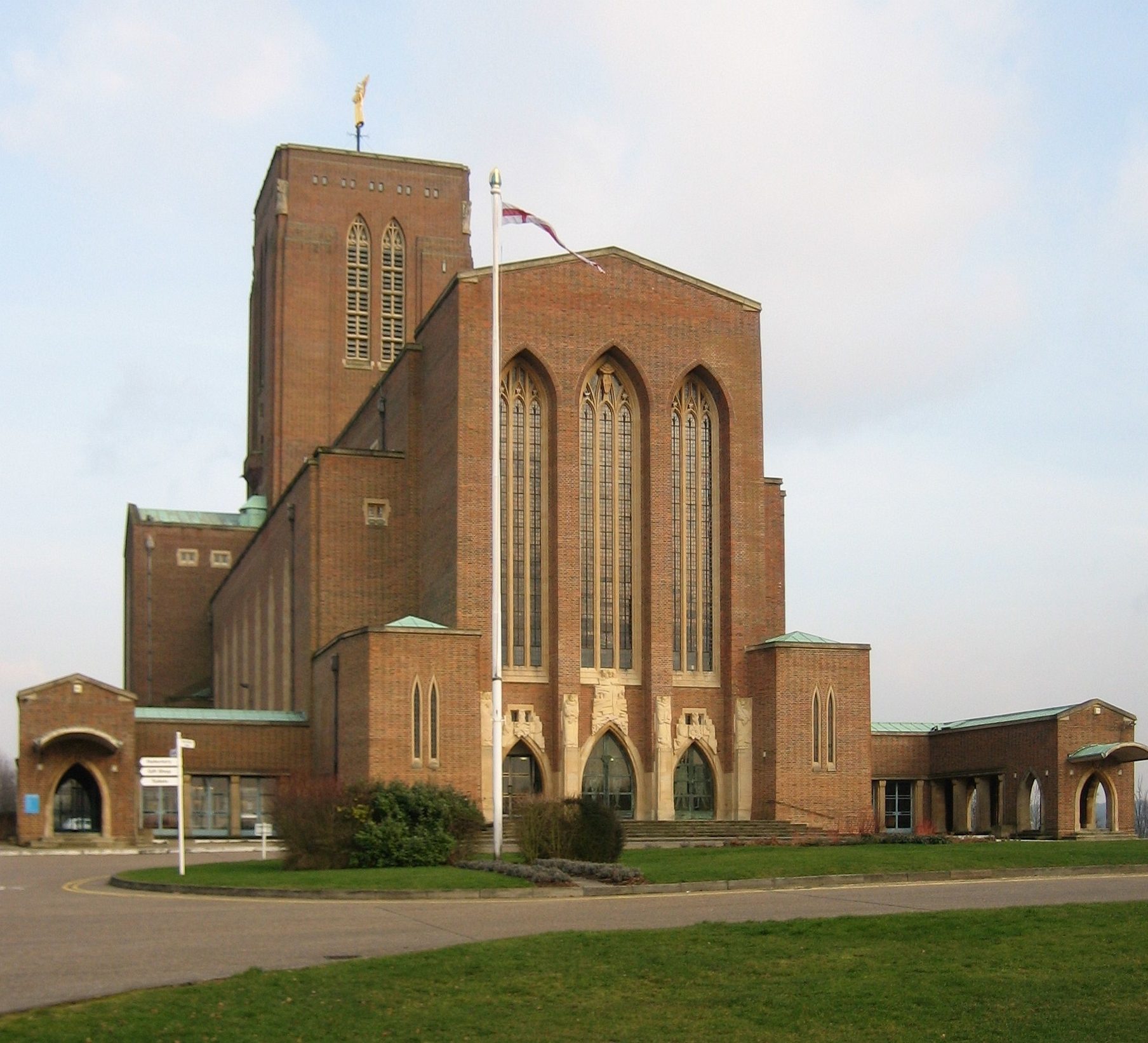
Cattedrale di Guildford, Regno Unito
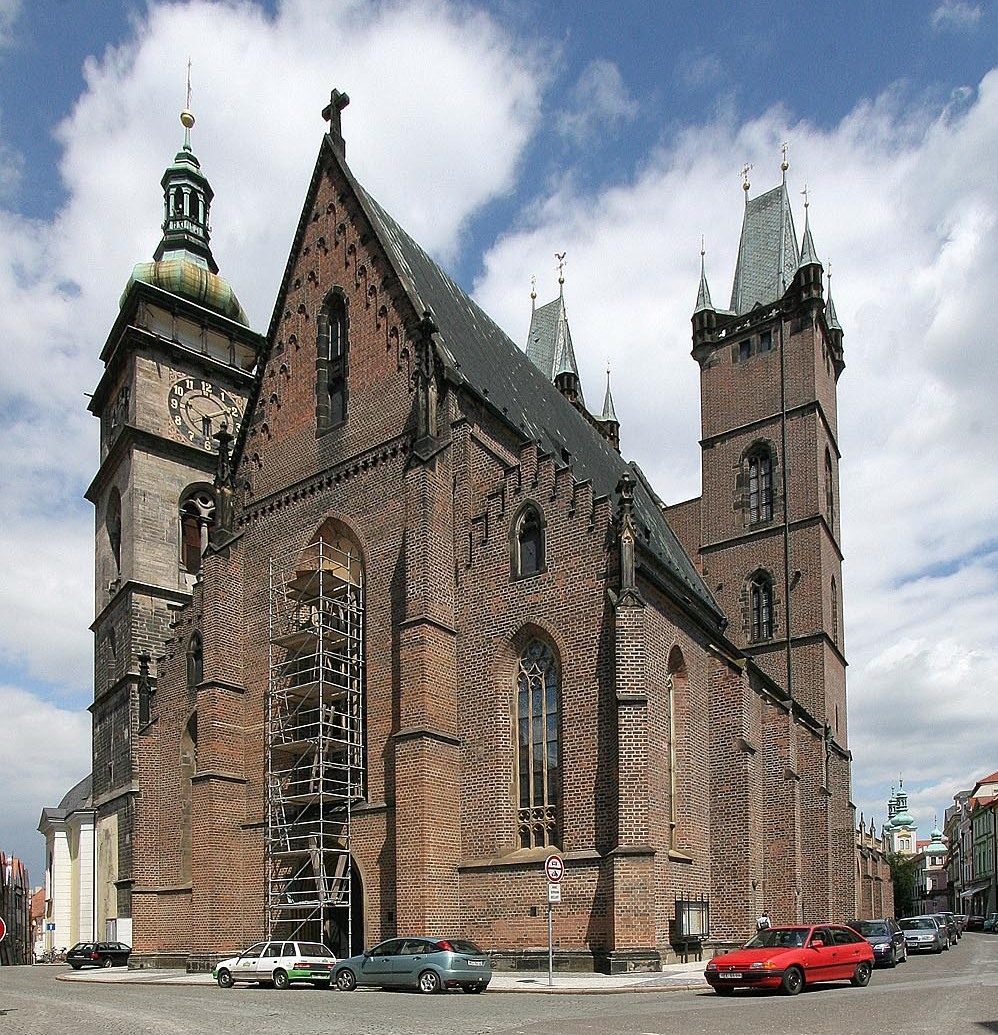
Cattedrale di Hradec Králové, Repubblica Ceca